# Mbaba Mwana Waresa
 (février 2022).
Mbaba Mwana Waresa est une déesse de la fertilité de la religion zouloue de l'Afrique australe. Elle règne sur les arcs-en-ciel, l'agriculture, les récoltes, la pluie et la bière et a le pouvoir sur l'eau et la terre. Elle a appris à son peuple comment semer et récolter et leur a également appris l'art de faire de la bière. C'est cet acte qui a fait d'elle l'une des déesses les plus vénérées du peuple zoulou. 

## Description
Mbaba Mwana Waresa vivait dans les nuages, dans une hutte ronde faite d'arches d'arcs-en-ciel. Son peuple aimait cette déesse de la pluie et, chaque fois qu'ils entendaient le son révélateur de Son tambour de tonnerre, ils savaient qu'Elle déverserait les eaux indispensables de Sa maison céleste. Elle est la fille du dieu du ciel Umvelinqangi.
Elle est capable de transformer son apparence en celle d'un animal, d'où son autre nom, Nomkhubulwane, qui signifie « Elle qui choisit l'état d'un animal ». 
Selon la légende, elle était incapable de trouver un mari convenable dans les cieux, alors elle a parcouru les terres de l'Afrique du Sud à la recherche d'un mari mortel, puis a défié tous les autres dieux lorsqu'elle est tombée amoureuse d'un homme mortel. Afin de s'assurer qu'il l'aimait, elle l'a testé en envoyant une belle épouse à sa place pendant qu'elle se déguisait en une vilaine sorcière. Son amant terrestre ne fut pas dupe et la reconnut immédiatement. Ils se sont mariés et, à ce jour, ils vivent dans sa maison couverte d'arc-en-ciel dans le ciel.

## Culte
Les Zoulous l'appellent lorsqu'ils ont besoin de conseils pour prendre une décision importante.